# Tagten Phüntshog Ling
| Tibetische Bezeichnung                                                      |
| --------------------------------------------------------------------------- |
| Wylie-Transliteration: rtag brtan phun tshogs gling                         |
| Offizielle Transkription der VRCh: Dagdain Püncogling                       |
| Chinesische Bezeichnung                                                     |
| Traditionell: 平措林寺; 彭措林寺                                            |
| Vereinfacht: 平措林寺; 彭措林寺; 达丹彭措林寺; 达登彭措林                   |
| Pinyin:Píngcuòlín Sì; Péngcuòlín Sì; Dádān Péngcuòlín Sì; Dádēng Péngcuòlín |

Tagten Phüntshog Ling ist ein buddhistisches Kloster in der Gemeinde Püncogling im Kreis Lhazê im Autonomen Gebiet Tibet der Volksrepublik China. Es befindet sich in 4100 m Höhe.

## Geschichte
Tagten Phüntshog Ling wurde nach dem Plan der Hauptstadt des sagenhaften Königreiches Shambhala errichtet. Seine Gründung geht auf Dölpopa Sherab Gyeltshen (tib.: dol po pa shes rab rgyal mtshan; 1292–1361) zurück, der auch Künkhyen Jonangpa (tib.: kun mkhyen jo nang pa) genannt wurde. Umfangreiche Restaurierungsarbeiten wurden von Taranatha (1575–1634) im Jahre 1615 durchgeführt. Das Kloster war zeitweise das Hauptzentrum der Jonang-Schule in Tsang.
Seit 2006 steht Tagten Phüntshog Ling auf der Denkmalliste der Volksrepublik China (6-766).